# Бродмор (Каліфорнія)
Бродмор (англ. Broadmoor) — переписна місцевість (CDP) в США, в окрузі Сан-Матео штату Каліфорнія. Населення — 4176 осіб (2010).

## Географія
Бродмор розташований за координатами 37°41′29″ пн. ш. 122°28′52″ зх. д. / 37.69139° пн. ш. 122.48111° зх. д. (37.691428, -122.481195).  За даними Бюро перепису населення США в 2010 році переписна місцевість мала площу 1,17 км², уся площа — суходіл.

## Демографія
Згідно з переписом 2010 року, у переписній місцевості мешкало 4176 осіб у 1349 домогосподарствах у складі 1025 родин. Густота населення становила 3582 особи/км².  Було 1392 помешкання (1194/км²).
Расовий склад населення:
| - 40,8 % — білих - 40,1 % — азіатів - 2,4 % — чорних або афроамериканців - 1,1 % — вихідців з тихоокеанських островів - 0,7 % — корінних американців - 8,6 % — осіб інших рас |

До двох чи більше рас належало 6,3 %. Частка іспаномовних становила 23,5 % від усіх жителів.
За віковим діапазоном населення розподілялося таким чином: 20,5 % — особи молодші 18 років, 63,8 % — особи у віці 18—64 років, 15,7 % — особи у віці 65 років та старші. Медіана віку мешканця становила 41,7 року. На 100 осіб жіночої статі у переписній місцевості припадало 95,9 чоловіків;  на 100 жінок у віці від 18 років та старших — 93,9 чоловіків також старших 18 років.
Середній дохід на одне домашнє господарство  становив 105 217 доларів США (медіана — 98 750), а середній дохід на одну сім'ю — 112 623 долари (медіана — 101 484). Медіана доходів становила 48 750 доларів для чоловіків та 48 670 доларів для жінок. За межею бідності перебувало 4,4 % осіб, у тому числі 2,1 % дітей у віці до 18 років та 4,1 % осіб у віці 65 років та старших.
Цивільне працевлаштоване населення становило 3075 осіб. Основні галузі зайнятості: освіта, охорона здоров'я та соціальна допомога — 26,9 %, транспорт — 13,6 %, роздрібна торгівля — 13,6 %.